# Adam Kozłowski
Adam Kozłowski OSB (ur. 23 listopada 1943 w Turzynie, zm. 25 czerwca 2005) – polski malarz, doktor teologii, zakonnik, opat Benedyktynów w Tyńcu pod Krakowem.

## Życiorys
Syn Jadwigi z Szańkowskich i Adama Antoniego Kozłowskiego, właściciela majątku Turzyn k. Lelowa. Krewny Henryka Kozłowskiego, profesora Politechniki Warszawskiej; Leona Kozłowskiego, profesora archeologii na Uniwersytecie Lwowskim, premiera rządu RP w l. 1934–1935; Anieli Kozłowskiej, profesor botaniki; Stefana Kozłowskiego, geologa, profesora KUL; Krzysztofa Kozłowskiego, redaktora Tygodnika Powszechnego.
Absolwent Wydziału Malarstwa Akademii Sztuk Pięknych w Warszawie – dyplom w 1968 r. w pracowni prof. Stefana Gierowskiego, u którego był następnie asystentem. Jak mówił, malarstwo pomogło mu odkryć wymiar duchowy i stało się motywem odnajdywania piękna w naturze życia benedyktyńskiego.
W 1980 r. ukończył studia teologiczne na Papieskim Wydziale Teologicznym w Krakowie. W 1991 r. obronił doktorat z teologii fundamentalnej – eklezjologii na Papieskiej Akademii Teologicznej w Krakowie (temat pracy – kategoria osoby w dziele filozoficznym i teologicznym Karola Wojtyły).
Od 1972 w opactwie benedyktynów w Tyńcu. Śluby wieczyste złożył 15 sierpnia 1977 r. Święcenia kapłańskie przyjął z rąk kardynała Franciszka Macharskiego 18 maja 1980 r. W l. 1980–1985 mistrz nowicjatu w opactwie w Tyńcu, II prefekt, opiekun oblatów świeckich i stażystów, zakrystianin, rekolekcjonista sióstr, zakonników, księży i świeckich. W l. 1985–1987 podprzeor w opactwie tynieckim. W l. 1988−1989 w małej wspólnocie benedyktyńskiej (fundacji tynieckiej) w Biskupowie k. Nysy. W l. 1990–1993 mistrz nowicjatu w odradzającym się opactwie benedyktynów w Břevnovie (Praga), jako jedyny obcokrajowiec wśród Czechów.
27 lutego 1993 r. wybrany na opata w Tyńcu, uroczysta benedykcja odbyła się 24 marca 1993 r. Godność opata sprawował do 2001 r. Dzięki jego staraniom m.in. zabezpieczono budynek opactwa w Tyńcu, tzw. wielkiej ruiny (dawną bibliotekę), oraz odnowiono klasztorne dachy, zorganizowano wystawę na Wawelu, gromadzącą rozproszone po kraju skarby z kościoła i klasztoru z okazji jubileuszu 950-lecia opactwa tynieckiego oraz wydano album „Chronić dobro” poświęcony opactwu. 7 czerwca 1994 r. Papież Jan Paweł II – z okazji jubileuszu 950-lecia opactwa tynieckiego – skierował obszerny list do Adama Kozłowskiego.
Od czerwca 2001 r. do czerwca 2002 przebywał w klasztorze benedyktynów Gihindamuyaga w Rwandzie (fundacja belgijskiego opactwa Maredsous) jako mistrz nowicjatu.
Zmarł po kilkuletniej ciężkiej chorobie. Pochowany w kwaterze zakonników na cmentarzu w Tyńcu.

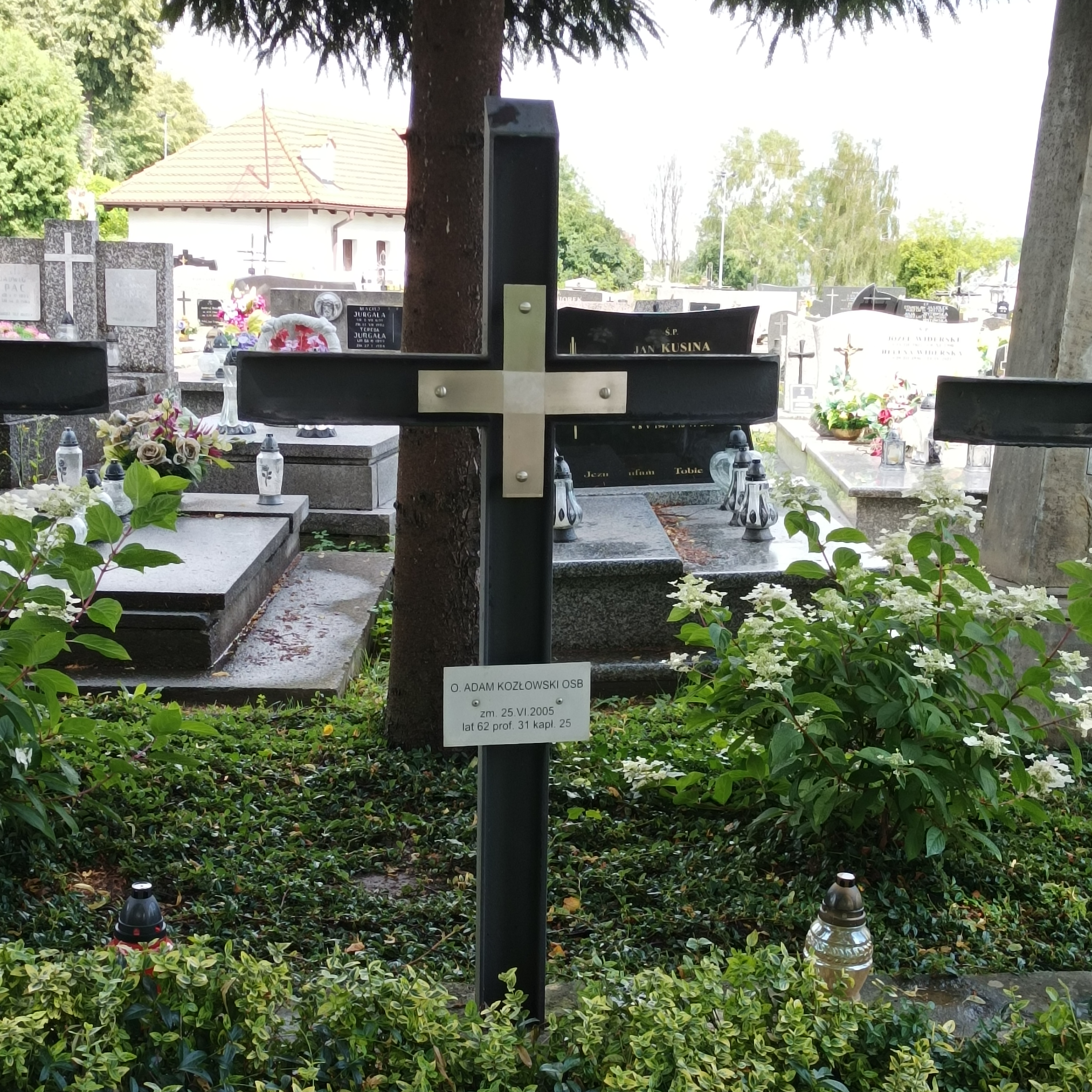
Grób o. Adama Kozłowskiego na tynieckim cmentarzu parafialnym

## Cytaty
- „Św. Jan Ewangelista uczy, że najpierw jest znak – rzeczywistość duchowa – a dopiero potem cudowność, która tak porusza naszą sferę zmysłów. Dopiero kiedy człowiek przebudzi się jako istota duchowa, mogą mu być pomocne „cudowności”. Wiem po sobie: naczytam się o cudownych znakach – niemal dotykalnych, a trudności w wierze pozostają. Wiara jest rzeczywistością tak duchową, że ja jako istota duchowo leniwa – wciąż do niej nie dorastam”. (Znak, nr 547, grudzień 2000, Czy wiara potrzebuje cudu? Dyskusja o filmie Agnieszki Holland „Trzeci cud”)
- „Nie należy szukać mistyki w wielkich, trudno dostępnych okolicznościach i darach nadzwyczajnych. Trzeba zapraszać Boga do misterium dnia codziennego. Im bardziej człowiek czuje się szary, zapomniany, nieważny, tym bardziej Adwent ma go przygotować na nowe Betlejem, na Boże Narodzenie.” (...) „Wielkość Betlejem leży w małości. Dzięki temu w naszym codziennym życiu kryje się mistyka. Mistyka to życie – Misterium każdego z nas, najmniejszego, najmniej utalentowanego – nasze Betlejem. Prawda małego człowieka. Mistyka dnia codziennego – mistyka nie poetów, nie profesorów, nie mistrzów – mistyka zwykłego człowieka” (Niedziela nr 47/2002, Mistyka dnia codziennego, fragment dyskusji „z Dwóch Ambon” pomiędzy Ernestem Bryllem a OSB Adamem Kozłowskim)